# Alexandertheater
Het Alexandertheater (Fins: Aleksanterin teatteri; Zweeds: Alexandersteatern) is een theater in Helsinki bij Bulevardi 23–27 in Kamppi.

## Geschiedenis
In de zomer van 1875 kreeg de toenmalige gouverneur-generaal van het Grootvorstendom Finland (1866-1881) graaf Nikolaj Adlerberg (van Zweedse adellijke afkomst), een frequente theaterbezoeker, toestemming van Alexander II van Rusland om een Russisch theater te bouwen voor de Russische minderheid die op dat moment in Helsinki woonde. Het gebouw werd ontworpen door Pjotr Petrovitsj Benard. De bouw begon in april 1876. Voor de bouw werd onder andere gebruik gemaakt van bakstenen en granieten stenen die afkomstig waren van het in 1854 opgeblazen Russische fort Bomarsund op Åland.
De zaal van het theater werd ingericht door de Sint-Petersburgse architect Jeronim Osuhovski. De Finse kunstenaar Severin Falkman maakte de plafondschilderingen met twaalf cupido's zoals in het Mariinskitheater in Sint-Petersburg. De technologie in het theater werd ontwikkeld door Iosif Vorontsov; de bouw van het theater zelf werd voltooid in oktober 1879 en in februari 1880 werd het theater naar de Russische tsaar Alexander II genoemd.
De opening vond plaats op 30 maart 1880 met de Faust van Charles Gounod.
In 1918 verhuisden de Finse Nationale Opera en Ballet naar het Alexandertheater, waar ze bleven tot 1993.
Sinds 1993 wordt het theater gebruikt voor gastvoorstellingen van verschillende genres. Het complex huisvest onder andere ook verschillende kantoren, repetitiefaciliteiten en dansstudio's.
In het Alexandertheater spookt naar verluidt de geest van de Russische luitenant Pjotr Vassilivitsj die tijdens de Krimoorlog bij Bomarsund is gesneuveld en samen met de stenen van dat fort naar Helsinki is verhuisd.